# Autoroute A68 (France)
Pour les articles homonymes, voir A68.
L'autoroute A68, est une autoroute française reliant Toulouse, sur le périphérique Est, à Marssac-sur-Tarn, près d'Albi.
Longue de 61 km, elle est en partie concédée aux Autoroutes du Sud de la France (ASF) entre Toulouse et l'échangeur 3 de Montastruc-la-Conseillère.

## Histoire
La concrétisation du projet d'une autoroute entre Toulouse et le Tarn a été difficile, d'abord pour des raisons politiques et financières. L'ouverture routière de la partie nord du département du Tarn n'a pas été considérée comme prioritaire et la création d'une autoroute dans ce secteur relevait plus d'une politique locale que d'une politique nationale, malgré un programme de désenclavement du Massif central initiée par Valéry Giscard d'Estaing en 1975.
Dès les années 1960, un premier projet de liaison rapide entre Toulouse et Carmaux a été envisagé par le ministère de l'Équipement ; dans le Tarn, le tronçon entre Albi et Marssac-sur-Tarn (qui fait partie de la route nationale 88) est doublé dans les années 1970. Il est prolongé dans les années 1980 jusqu'à Gaillac, avant d'être doublé en 1997.
Le tracé de l'autoroute A68 est arrêté en empruntant la rive gauche du Tarn alors que la route nationale 88 passe en rive droite en desservant les villes (entre Marssac-sur-Tarn et Saint-Sulpice). La concession des premiers kilomètres de l'A68 aux Autoroutes du Sud de la France est acceptée après négociation du conseil régional de Midi-Pyrénées en même temps que la construction du périphérique Est de Toulouse. Le département du Tarn souhaitait voir une liaison entièrement gratuite, ce qui n'a finalement pas été le cas, et participe au financement des travaux de l'autoroute, qui compte six échangeurs au lieu de deux prévus.

## Exploitation
L'autoroute A68 est concédée à la société des Autoroutes du Sud de la France (ASF) entre Toulouse et l'échangeur de Montastruc-la-Conseillère. Radio Vinci Autoroutes est captée sur 107,7 MHz FM. L'A68 fait partie de la zone Centre du réseau ASF.
Le tronçon non concédé (de Montastruc-la-Conseillère à Marssac-sur-Tarn) est quant à lui géré par la Direction interdépartementale des Routes Sud-Ouest, district Est. Le 6 janvier 2023, le gouvernement a annoncé le transfert de 360 km de routes nationales situées en région Occitanie. Initialement prévu le 1er janvier 2024, la mise à disposition de la partie non concédée se fera au plus tôt le 1er janvier 2025.

## Parcours
Section concédée à ASF et payante (sauf entre les sorties 3 à 4).
- Échangeur entre A61, A62 et A68 (Périphérique de Toulouse) : 
  - Périphérique Intérieur : Toulouse - centre, Montpellier, Foix (A61), Tarbes, Lourdes (A64)
  - Périphérique Extérieur : Paris, Bordeaux (A62), Auch,  Blagnac
  -   Limitation à 90 km/h.
- 1 L'Union à 2 km : L'Union, Montrabé
- Péage de Toulouse-Est (à système ouvert)
  -  Limitation à 130 km/h.
- Échangeur entre A69 et A68 (ex A680) : Castres, Mazamet, Puylaurens, Verfeil (demi-échangeur) (fermée depuis février 2025)
  -  à 2 × 3 voies
- 3 Montastruc à 13 km : Toulouse par RD, Castelmaurou, Montastruc-la-Conseillère
  -  Limitation à 110 km/h.
  -  Réduction à 2 × 2 voies
  -  Limitation à 130 km/h.
- 4 Gémil à 16 km : Bessières (demi-échangeur)

Section non-concédée gérée par la DIR Sud-Ouest et gratuite.
Passage du département de la Haute-Garonne à celui de du Tarn.
- 5 Portes-du-Tarn à 22 km : Villemur-sur-Tarn, Montauban +  Aire de service des Portes du Tarn (dans les deux sens)
- 6 Saint-Sulpice à 26 km : Castres par RD, Villemur-sur-Tarn, Saint-Sulpice, Lavaur
- 7 Rabastens à 32 km : Graulhet, Rabastens
- 8 Lisle-sur-Tarn à 41 km : Lisle-sur-Tarn
  -  Aires de repos de Sanbatan (sens  Albi-Toulouse),  des Issarts (sens Toulouse-Albi)
- 9 Gaillac à 47 km : Montauban par RD, Rabastens, Graulhet, Cordes-sur-Ciel, Gaillac
- 10 Cadalen à 52 km : Lagrave

 A68 devient RN 88
- Limitation à 110 km/h.
- 11 Marssac à 61 km : Marssac-sur-Tarn
- 12 Terssac : Terssac
- 13 Zones d'Activités : Albi - Espaces Commerciaux, Zones d'Activité, Albipôle

Début de la Rocade d’Albi
- Limitation à 90 km/h.
- 14 Albi - Université : Albi, Le Sequestre
- 15 Castres : Castres, Graulhet
- 16 Albi - centre : Albi
- 17 Fréjairolles : Teillet, Fréjairolles
- 18 Millau : Millau, Saint-Juéry
- 19 Saint-Juéry : Saint-Juéry (demi-échangeur)
- Albi - Cantepau : Albi
  -  Limitation à 70 km/h.
  -  Limitation à 50 km/h.
- Carrefour giratoire entre D 988 (Cagnac-les-Mines, Cordes-sur-Ciel) et N 88 (Rodez, Carmaux, Lescure-d'Albigeois)

## Autoroute A69 (Ex-A680)
- Échangeur entre A68 et A69 A69
- 3 Gragnague km 0 : Gragnague
- 4 Verfeil : Verfeil, Lavaur, N 126 (Castres, Mazamet, Puylaurens) au km 8

## Lieux touristiques
Toulouse, Lavaur, Gaillac, Albi, Castres

## Lieux sensibles
- De Toulouse à la sortie 4, succession de collines à fortes déclivités.

## Futur
À la différence de l'A68, son antenne l'A680 (commençant à la sortie 2) sera une autoroute à péage et deviendra l'A69 lorsqu'elle rejoindra la rocade de Castres ; la déclaration d'utilité publique date de 2018, et les travaux se déroulent entre 2020 et 2024 pour une ouverture en 2025.
Il est prévu de prolonger l'A68 pour relier Toulouse à Lyon. Cependant, sur la RN 88 entre l'A75 et Saint-Étienne, aucun projet n'est envisagé.
À partir de 2024, la gestion de l'autoroute devrait être transférée à la région Occitanie entre la sortie 3 et la fin actuelle de l'autoroute à l'ouest d'Albi,. Ce déclassement résulte d'une décision gouvernementale du 4 janvier 2023, en application de l'article 40 de la loi no 2022-217 du 21 février 2022 relative à la différenciation, la décentralisation, la déconcentration et portant diverses mesures de simplification de l'action publique locale, dite « loi 3DS ».